# Collier blanc
Acontia lucida
Espèce
Le Collier blanc ou Noctuelle maculée (Acontia lucida) est une espèce de lépidoptères (papillons) de la famille des Noctuidae.

## Distribution
Sédentaire en Europe du Sud, espèce migratrice vers le Nord (nord de la France, atteint le sud de l'Angleterre) ; Afrique du Nord (du Maroc à l'Égypte).

## Biologie
- Les larves polyphages se nourrissent de liserons (Convolvulus), de mauves (Malva), de chénopodes (Chenopodium).
- L'imago vole de mai à octobre selon la localisation et butine le jour.